# Arturo Ardao
Arturo Ardao (* 27. September 1912 im 6. Sektor des Departamentos Lavalleja, Uruguay; † 22. September 2003 in Montevideo) war ein uruguayischer Philosoph, ideengeschichtlicher Historiker und Journalist.

## Leben
Ardao erhielt 1939 den Doktortitel in Rechts- und Sozialwissenschaften an der Universidad de la República (UdelaR). Von 1949 bis 1950 war er dort als Professor für Soziologie an der rechts- und sozialwissenschaftlichen Fakultät und von 1949 bis 1974 als solcher für Ideengeschichte in Amerika an der geistes- und naturwissenschaftlichen Fakultät (FHC) tätig. In den Jahren 1968 bis 1972 war er Dekan der letztgenannten Fakultät. Zudem hatte er von 1963 bis 1974 die Funktion des Direktors des fakultären Philosophieinstituts inne. 
Weitere Lehraufträge besaß er überdies am Instituto de Profesores Artigas (IPA) und am Instituto Normal Magisterial.
Ardao, der Mitbegründer und Mitarbeiter der Marcha war, ging während der zivil-militärischen Diktatur in Uruguay 1976 ins venezolanische Exil. Dort lehrte und forschte er von 1976 bis 1978 in Caracas am Centro de Estudios Latinoamericanos Rómulo Gallegos sowie an der Universidad Simón Bolívar.
Ardao, der mehr als 30 Bücher veröffentlichte, wurde 1989 an der rechts- und sozialwissenschaftlichen Fakultät der UdelaR emeritiert. Er empfing auch mehrere Auszeichnungen. So erhielt er beispielsweise 1987 den Gran Premio Nacional für sein Intellektuelles Werk. Anlässlich seines 90. Geburtstages erfolgte eine Ehrung Ardaos durch den uruguayischen Senat.
Er verstarb am 22. September 2003.

## Veröffentlichungen (Auswahl)
- 1937: Vida de Basilio Muñoz. Hombre de ayer, de hoy y de mañana, Co-Autor, mit Julio Castro.
- 1945: Filosofía preuniversitaria en el Uruguay
- 1950: Espiritualismo y Positivismo en el Uruguay
- 1950: La Universidad de Montevideo, su evolución histórica
- 1951: Batlle y Ordoñez y el positivismo filosófico
- 1956: La filosofía en el Uruguay en el siglo XX
- 1962: Racionalismo y Liberalismo en el Uruguay
- 1962: La filosofía polémica de Feijóo
- 1963: Filosofía de lengua española
- 1972: Etapas de la inteligencia uruguaya
- 1976: Espacio e Inteligencia
- 1978: Estudios latinoamericanos de Historia de las Ideas
- 1980: Génesis de la idea y el nombre de América Latina
- 1983/1993: Espacio e inteligencia (Caracas/Montevideo)
- 1986: Nuestra América Latina
- 1987: La inteligencia latinoamericana
- 1991: Romania y América Latina
- 1992: España en el origen del nombre América Latina
- 1996: La tricolor revolución de enero: recuerdos personales y documentos olvidados
- 1997: Lógica y metafísica en Feijóo
- 2000: La lógica de la razón y la lógica de la inteligencia
- 2001: Desde cuándo el culto artiguista

## Auszeichnungen (Auszug)
- 1987: Gran Premio Nacional
- 1989: Gran Premio Municipal de Literatura "José Enrique Rodó"
- 1991: Premio Interamericano "Gabriela Mistral"
- 1992: Verleihung der Ehrendoktorwürde der Universidad de la República
- 1995: Morsoli de Oro